# Medalha da Amizade

A Medalha da Amizade (em espanhol: la Medalla de la Amistad) é conferida pelo Conselho de Estado de Cuba aos estrangeiros por sua solidariedade com Revolução Cubana, ou que tenham sido julgados como contribuintes para a paz e o progresso da humanidade.
A medalha é dourada, com a palavra  "Amistad" (Amizade) ao centro (com uma estrela única sobre a inscrição). Esta é envolta por uma guirlanda. A medalha fica suspensa por uma barreta de faixas verticais: vermelha, branca e azul.